# .io
.io（源自英属印度洋领地一词的英語：中“Indian Ocean”的缩写“IO”）為英国海外領土英属印度洋领地在互联网域名系统中拥有的國家及地區頂級域（ccTLD）。

## 历史
.io域名扩展自1997年以来一直存在。
世界上最早注册的.io域名是李维斯公司于1998年注册的levi.io。
英國政府將.io域名的售賣權，給予一家英國私營公司 Internet Computer Bureau，並且與該公司分享龐大的收入。但是，原來1960年代英國在查戈斯群島殖民地建立英屬印度洋領地，是為了將群島租給美國建立軍事基地，世代安居島上的原住民查戈斯人，於是全數被英國政府強行驅逐，自此流亡異地，生活極度艱困。然而，英國政府利用查戈斯人的家園銷售域名，查戈斯人卻被蒙在鼓裏，沒有從中分到任何收入，以改善他們的苦況。英國此舉被視為欺壓查戈斯人的又一例子。
在2014年6月Gigaom報道揭露.io域名背後的黑暗面後，英國外交部否認政府有從.io域名售賣中收取利益，但是該報道作者在後續報道中，詳細引用公司總裁的原話稱，公司和英國政府有協議，讓公司持續經營該數個地方域名，盈利分給政府，存入英國王室銀行中，每個地方域名有一個帳戶，各帳戶存款用作政府在各該海外領土的開銷。
2024年10月3日，隨著英國宣佈將英屬印度洋領地的主權移交給毛里求斯（但通過最初99年的租約維持在迪戈加西亞的軍事基地），根據IANA的規定，.io域名最終可能會在未來幾年內逐步停用，儘管歷史上曾經有過一些例外，例如.su。

## 规范
.io域名的标签（名称）只能包含文數字字符和连字符，并且长度必须在3-63个字符之间。域名不能以连字符开头或结尾，并且不能包含连续的连字符。整个域名不能超过253个字符。

### 注册限制
根据.io域名注册规则，.io域名注册存在如下限制：

#### 针对二级域注册
- 注册人必须位于任意国家的合法领地内。
- 允许注册单/双字和纯数字域名，但必须“合理可控”。
- 域名使用的名称服务器必须两个以上。

#### 针对三级域注册
- 注册人必须位于英属印度洋领地。
- 允许注册双字三级域（例如ab.com.io是合法的）。
- 所有已被注册局占用的二级域名称无法再次被用于三级域的名称（例如com.com.io是不合法的，因为com.io已被使用）。
- 所有顶级域名称不得被用于三级域的名称（例如net.org.io和org.com.io均不合法）。
- 所有单字三级域名被保留供今后使用。已持有人可选择继续维护或者自愿放弃（例如[a-z].xxx.io）。
- 域名使用的名称服务器必须两个以上，且必须有一个位于英属印度洋领地境内。

#### 禁止用于违反法律的色情站点
- 任何.io域名均不得直接或间接违法用于展示色情内容，注册局有权立即终止并删除相应域名。

#### 禁止用于垃圾电邮
- 任何.io域名，无论是被直接用于发送垃圾邮件，或是以间接方式显示在垃圾邮件中，注册局均保留通知当事人停止该行为的权利，警告无效的情况下，注册局有权立即终止并删除相应域名。

## 使用
.io域名的使用大多与其本义的英属印度洋领土无关。英国本土则使用.uk作为其国家顶级域名。
在计算机科学领域，“IO”常被作为（输入/输出；Input/Output）的缩写，这使得.io域名很适合与技术相关的服务，因此该顶级域也十分受初创公司和IT公司欢迎，经常被开源项目、API（如put.io API和pen.io API）和在线服务使用。
因为字母“io”是许多英文单词的结尾，此后缀也被用作域名hack。例如馬可·魯比奧将Rub.io用作2016年竞选美国总统的短网址。
在.io域名的黑暗歷史被Gigaom2014年的一篇報道曝光後，有使用該域名的公司發起支持查戈斯人行動。

### 线上游戏
围绕该域名后缀也发展出了一大批基于网页浏览器的“.IO”线上游戏，例如Agar.io、Slither.io等。电子游戏发行商Itch.io也使用.io域名。
分析显示此.io开始流行的原因有，它较其他后缀更短，并且已占用量更低，因此可以注册到更短的单词域名。
在意大利语中，“io”的意思是“我”（“I”），这也可能增加了.io对意大利人个人网站的吸引力。